# 蒙泰乌罗埃罗
蒙泰乌罗埃罗（義大利語：Monteu Roero），是意大利库内奥省的一个市镇。总面积24.45平方公里，人口1671人，人口密度68.3人/平方公里（2009年）。ISTAT代码为004140。